# Jillian
Jillian ist ein weiblicher Vorname und ein Familienname. Gängige Kurzformen sind Jill oder Jil.

## Herkunft und Bedeutung
Der weibliche Vorname Jillian ist eine andere Schreibweise des Vornamens Gillian.

## Namensträgerinnen
- Jillian Armenante (* 1968), US-amerikanische Schauspielerin
- Jillian Bach (* 1973), US-amerikanische Schauspielerin
- Jillian F. Banfield (* 1959), australisch-amerikanische Mikrobiologin und Geologin (Geomikrobiologie)
- Jillian Bell (* 1984), US-amerikanische Schauspielerin
- Jillian Camarena-Williams (* 1982), US-amerikanische Kugelstoßerin
- Jillian „Jilly“ Curry (* 1963), britische Freestyle-Skierin
- Jillian Hall (* 1980), US-amerikanische Wrestlerin
- Faye Jillian Henning (* 1988), US-amerikanische Pornodarstellerin
- Jillian Highfill (* 2004), US-amerikanische Skispringerin
- Jillian Janson (* 1995), US-amerikanische Pornodarstellerin
- Jillian Loyden (* 1985), US-amerikanische Fußballspielerin
- Jillian Michaels (* 1974), US-amerikanische Fitnessexpertin, Medienpersönlichkeit und Unternehmerin
- Jillian Murray (* 1984), US-amerikanische Schauspielerin
- Jillian Richardson (* 1965), kanadische Leichtathletin
- Jillian Tamaki (* 1980), kanadische Autorin

### Form Jill

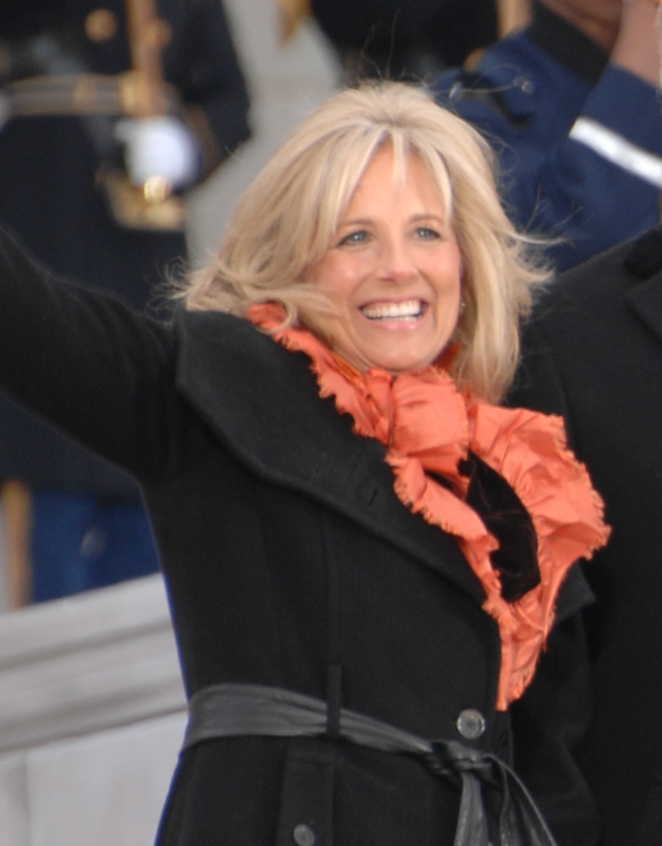
Jill Biden

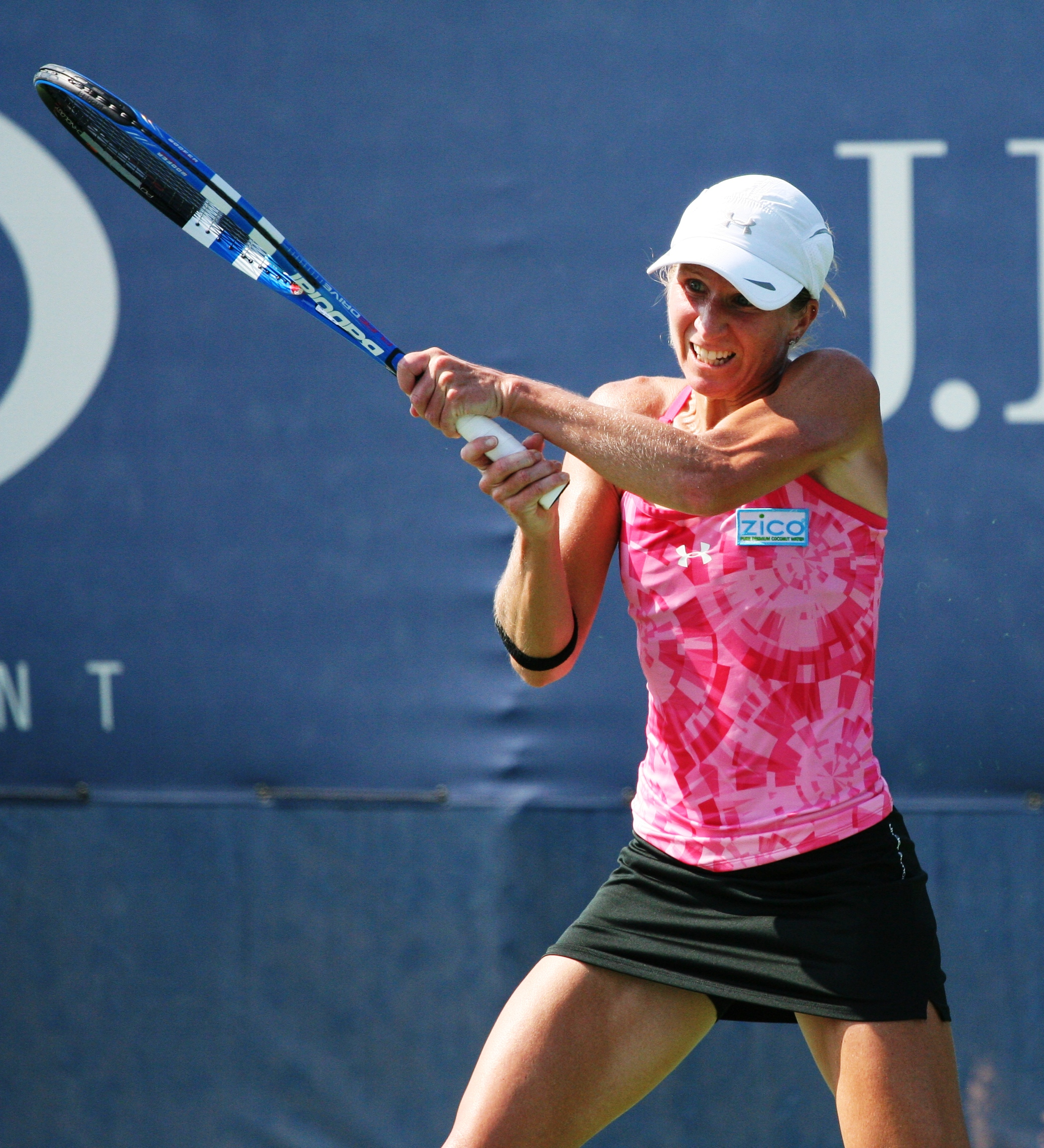
Jill Craybas

- Jill Biden (* 1951), US-amerikanische Erzieherin, Ehefrau von Joe Biden und 48. First Lady der Vereinigten Staaten
- Jill Clayburgh (1944–2010), US-amerikanische Schauspielerin
- Jill Craybas (* 1974), US-amerikanische Tennisspielerin
- Jill Ellis (* 1966), britisch-US-amerikanische Fußballtrainerin
- Jill Hennessy (* 1968), kanadische Schauspielerin
- Jill Ireland (1936–1990), britische Schauspielerin und Produzentin
- Jill Johnson (* 1973), schwedische Sängerin
- Jill Knight, Baroness Knight of Collingtree (* 1927), britische Politikerin
- Jill Roord (* 1997), niederländische Fußballspielerin
- Jill Scott (Medienkünstlerin) (* 1952), australische Medienkünstlerin
- Jill Scott (Sängerin) (* 1972), US-amerikanische Sängerin und Schauspielerin
- Jill Scott (Fußballspielerin) (* 1987), englische Fußballspielerin
- Jill Sobule (1959–2025), US-amerikanische Sängerin und Songwriterin
- Jill St. John (* 1940), US-amerikanische Schauspielerin
- Jill Wagner (* 1979), US-amerikanische Schauspielerin
- Jill Weller (* 1986), deutsche Schauspielerin

### Form Jil
- Jil Y. Creek, österreichische Gitarristin
- Jil Döhnert (* 1985), deutsche Volleyballspielerin
- Jil Funke (* 1988), deutsche Schauspielerin
- Jil Hentschel (* 1999), deutsche Schauspielerin
- Jil Karoly (* 1958), deutsche Autorin
- Jil Ludwig (* 1992), deutsche Fußballspielerin
- Jil Sander (* 1943), deutsche Modedesignerin und Unternehmerin
- Jil Strüngmann (* 1992), deutsche Fußballspielerin
- Jil Teichmann (* 1997), Schweizer Tennisspielerin

## Familienname
- Ann Jillian (* 1950), US-amerikanische Schauspielerin